# نبرد مرج الصفر (۱۱۲۶)
نبرد مرج الصفر (انگلیسی: Battle of Marj al-Saffar)، نبردی است در ۲۵ ژانویه ۱۱۲۶ میان نیروهای صلیبی به رهبری بالدوین دوم و اتابکان بوری دمشق به رهبری طغتکین و همراهی اسماعیلیان نزاری که در پایان با وجود شکست نیروهای بوری در میدان نبرد، صلیبیون در تسخیر دمشق ناکام ماندند.